# Anna Katharina Block
Anna Katharina Block (geb. Fischer; * 1642 in Nürnberg; † 1719 in Regensburg) war eine deutsche Barockmalerin, die hauptsächlich Blumen malte.

## Leben
Schon Anna Katharina Blocks Vater Johann Thomas Fischer war Maler, dessen Werke ausschließlich barocke Blumen abbildeten. Neben ihrer Tätigkeit als Malerin unterrichtete sie um 1660 auch die Malerei. Ihre Schülerinnen waren unter anderem die Herzogin Anna Maria von Mecklenburg-Schwerin und deren Tochter.
Im Jahr 1664 heiratete Anna Katharina Block den deutsch-ungarischen Maler Benjamin Block. Das Ehepaar erschien in dem Werk Teutsche Academie von Joachim von Sandrart.

## Werke

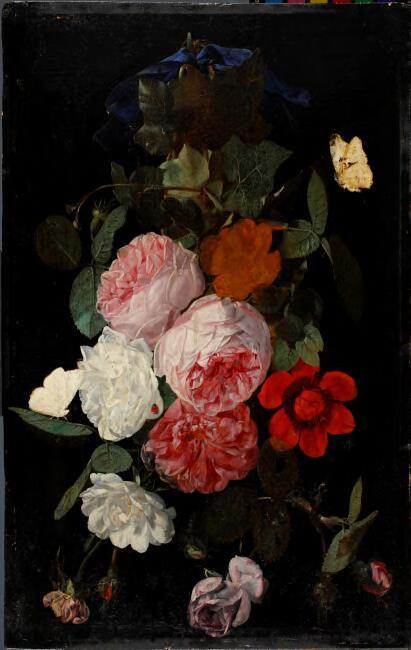
Stillleben – rosa und rote Blumen

Anna Katharina Blocks Werke sind Gemälde auf Leinwand, die meist mit Öl- und teilweise mit Wasserfarben gemalt sind. Die Motive sind immer Blumen, welche in einem damals typischen barocken Stil gemalt sind. Die Farben sind gedeckt und eher dunkel. Alle Bilder sind Stillleben von verschiedenen Blumen vor dunklem Hintergrund.